# Lekkoatletyka na Letnich Igrzyskach Olimpijskich 1908 – skok w dal mężczyzn
Skok w dal był jedną z konkurencji lekkoatletycznych na Letnich Igrzyskach Olimpijskich 1908 w Londynie. Konkurs ten odbył się w dniu 22 lipca 1908. Uczestniczyło 32 zawodników z 9 krajów.

## Rekordy
Rekordy świata i olimpijskie przed rozegraniem konkurencji.
| Rekord świata     | 7,61 m | Peter O’Connor | Dublin (GBR)      | 5 sierpnia 1901 |
| Rekord olimpijski | 7,34 m | Myer Prinstein | Saint Louis (USA) | 1 września 1904 |

## Wyniki
Każdy zawodnik oddał po trzy skoki. Trzech najlepszych zawodników oddało kolejne trzy skoki. Nie wszystkie wyniki są znane.
| Miejsce | Zawodnik                  | Państwo              | Wynik     |
| ------- | ------------------------- | -------------------- | --------- |
| 1       | Frank Irons               | Stany Zjednoczone    | 7,48 m OR |
| 2       | Daniel Kelly              | Stany Zjednoczone    | 7,09 m    |
| 3       | Calvin Bricker            | Kanada               | 7,08 m    |
| 4       | Edward Cook               | Stany Zjednoczone    | 6,97 m    |
| 5       | John Brennan              | Stany Zjednoczone    | 6,86 m    |
| 6       | Albert Weinstein          | Cesarstwo Niemieckie | 6,77 m    |
| 7       | Frank Mount Pleasant      | Stany Zjednoczone    | 6,82 m    |
| 8       | Timothy Ahearne           | Wielka Brytania      | 6,72 m    |
| 9       | Denis Murray              | Wielka Brytania      | 6,71 m    |
| 10      | Gunnar Rönström           | Szwecja              | 6,66 m    |
| 11      | Charles Williams          | Wielka Brytania      | 6,65 m    |
| 12      | Sam Bellah                | Stany Zjednoczone    | 6,64 m    |
| 13      | Frank Lukeman             | Kanada               | 6,59 m    |
| 14      | Ödön Holits               | Węgry                | 6,54 m    |
| 15      | Arthur Hoffmann           | Cesarstwo Niemieckie | 6,50 m    |
| 16      | Alfred Bellerby           | Wielka Brytania      | 6,44 m    |
| 17      | Wilfred Bleaden           | Wielka Brytania      | 6,43 m    |
| 18      | William Watt              | Wielka Brytania      | 6,42 m    |
| 19      | George Barber             | Kanada               | 6,41 m    |
| 20      | Carl Silfverstrand        | Szwecja              | 6,34 m    |
| 21-32   | Hermann von Bönninghausen | Cesarstwo Niemieckie | b.d       |
| 21-32   | Lionel Cornish            | Wielka Brytania      | b.d       |
| 21-32   | Géza Kövesdi              | Węgry                | b.d       |
| 21-32   | Bram Evers                | Holandia             | b.d       |
| 21-32   | Henri Guttierez           | Francja              | b.d       |
| 21-32   | Jacobus Hoogveld          | Holandia             | b.d       |
| 21-32   | Garfield MacDonald        | Kanada               | b.d       |
| 21-32   | John O’Connell            | Stany Zjednoczone    | b.d       |
| 21-32   | Henry Olsen               | Norwegia             | b.d       |
| 21-32   | Arvid Ringstrand          | Szwecja              | b.d       |
| 21-32   | Ludwig Uettwiller         | Cesarstwo Niemieckie | (6.05 m)  |
| 21-32   | Hugo Wieslander           | Szwecja              | b.d       |